# برينت باترسون
برينت باترسون (بالإنجليزية: Brent Patterson)‏ هو دراج أمريكي، ولد في 9 أبريل 1961 في هايوارد في الولايات المتحدة.